# 小沟乡
小沟乡，是中华人民共和国四川省凉山彝族自治州雷波县曾经下辖的一个乡。撤销小沟乡，原小沟乡所属行政区域为上田坝镇的行政区域。

## 行政区划
小沟乡撤销前下辖以下地区：
莫以村、单场村和脚马村。